# Grötbögen
Grötbögen är en svensk TV-film från 1997 i regi av Bengt Johansen. I rollerna ses bland andra Stefan Larsson, Johan Rabaeus och Nadja Weiss.

## Handling
Asker blir anklagad för att ha stulit en trisslott från den utvecklingsstörde Musse.

## Rollista
- Stefan Larsson – Asker
- Johan Rabaeus – Zoran
- Nadja Weiss – Hanna
- Lena Nyman – Birgit
- Thorsten Flinck – Claes
- Jan Erik Björkqvist – Musse
- Cecilia Nilsson – Lisbeth
- Ahmed Abdi – Yusuf
- Carina Jingrot – Ewy
- Ulrika Malmgren – Görel
- Rakel Wärmländer – Fredrika
- Wallis Grahn – Inger
- Göran Forsmark – Svante
- Peter Luckhaus – Roine

## Om filmen
Grötbögen skrevs av Stig Larsson och Johansen och fotades av Mats Olofson. Musiken komponerades av Jonas Lindgren och filmen klipptes av Johansen. Den premiärvisades den 17 december 1997 i Sveriges Television.